# Prostrijelna balistička trauma
Prostrijelna balistička trauma ili prostrijelna rana (lat. vulnus sclopetarium) se odnosi na bilo kakvu fizičku traumu zadobivenom vatrenim oružjem i streljivom. To je prodorna rana koja zahvaća kožu i dublje slojeve tkiva u različitim stupnjevima. U širem smislu, ovakve ozljede se i ubrajaju one nastale prilikom raznih vrsta eksplozija. Nastanak prostrijelne rane objašnjava se djelovanjem velike kinetičke energije projektila koji razara tkivo pomoću komprimiranog zraka ispred sebe i vakuuma koji slijedi nakon prodora projektila u tkivo. Izgled rane ovisi o vrsti oružja i streljiva, o udaljenosti, smjeru gađanja i dijelu tijela. Najčešći oblik traume dolazi od oružja korištenih u oružanim sukobima, kriminalnim aktivnostima i streljačkim sportovima.

## Štetni učinci
Neposredni štetni efekt metka je teško krvarenje, i s potencijalnim hipovolemijskim šokom, stanje karakteristično po neadekvatnom prijenosu kisika u vitalne organe. U slučaju traumatskog hipovolemijskog šoka, taj otkaz se događa zbog gubitka krvi. Trenutni efekti se mogu pojaviti kada metak pogodi kritičan organ kao što je srce ili kada ošteti dio središnjeg živčanog sustava kao što je kralježnica ili mozak. Najčešći uzroci smrti s ranom od metka, uključuju iskrvarenje, hipoksiju uzrokovana pneumotoraksom, katastrofalnom ozljedu srca i većih krvnih žila, te štetu mozga i centralnog živčanog sustava. Dodatno, rane od hitca najčešće imaju veliki stupanj uništenja tkiva zbog fizičkih učinaka projektila.
Rane od metka mogu varirati od slučaja do slučaja otkad mjesto ozljede može biti bilo koji dio tijela, s visokim varijacijama ulazne točke. Također, put i moguća fragmentacija metka u tijelu je nepredvidljiva. Proučavanje dinamike metka u ovakvim ozljedama zove se terminalna balistika.